# Francesca Genna
Pour les articles homonymes, voir Genna (homonymie).
Francesca Genna (née en 1967 à Marsala) est une universitaire et graveuse italienne.

## Biographie
Francesca Genna est née en 1967 à Marsala, en Sicile. Elle entreprend ses premières études en peinture à l'Académie des beaux-arts de Venise puis étudie la gravure à la Scuola Internazionale per la Grafica d'Arte Il Bisonte à Florence.
Genna commence à exposer en Italie en 1985. Dans les années 1990, ses eaux-fortes sont présentées dans de grandes expositions en Allemagne, en Suisse, en France, en Italie et aux États-Unis. Sa première série, intitulée Landscape, Tuscany (1993), est imprimée sur du papier fabriqué à la main avec de grandes marges. Elle est suivie en 1998 de Tree Study, Tuscany, également imprimée sur du papier fait à la main. La grande estampe est exécutée en utilisant les techniques de la pointe sèche et de l'aquatinte, et explore l'ombre et la lumière avec la texture du support.
Genna devient professeure de techniques de gravure à l'Académie des beaux-arts de Palerme en 2001. À partir de 2004, elle fait des recherches sur le développement de techniques de gravure écologiques ; elle publie plusieurs articles et donnes de nombreuses conférences. Elle étudie aussi le livre d'artiste comme un mode d'échange interdisciplinaire international,.
Avec sa collègue Carla Horat, Genna a fondé le Horat-Genna Archivio di libri d'artista à l'Académie des beaux-arts de Palerme, qui se veut un référentiel pour les livres d'artistes créés dans le cadre des programmes de l'académie.
En 2003, elle retourne vivre en Sicile. En plus de deux livres publiés, elle a donné de nombreuses conférences, avec des présentations à l'Université polytechnique de Valence (2010), l'Accademia di Belle Arti di Roma (2013) et de l'Académie des beaux-arts de Nuremberg (2016).
Une exposition de gravures de Francesca Genna a été organisée par l' Associazione Italiana di Architettura e Critica à la galerie Interno 14 à Rome en septembre 2016.

## Publications
- Francesca Genna et Patrick Aubert, Incisione sostenibile: nuovi materiali e metodi dell'area non-toxic, Marsala, Navarra, 2009[10]
- Francesca Genna, Materiali e metodi per l'incisione sostenibile: alcune esperienze, Marsala, Navarra, 2015[11]

## Prix
En 2013, Francesca Genna a reçu le Prix européen Passions Lifelong - La Seconda Luna pour ses travaux de recherche et d'expérimentation sur la gravure durable.